# Волеренга Фотбал
„Волеренга Фотбал“ (на норвежки: Vålerenga Fotball, също Волеренга и ВИФ) е норвежки футболен клуб в столицата Осло.
Играе мачовете си на стадион „Улевол“. Улевол е стадионът на Националния отбор по футбол на Норвегия.

## Успехи
- Типелиген:
  -  Шампион (5): 1965, 1981, 1983, 1984, 2005
  -  Второ място (3): 1948/49, 2004, 2010
  -  Трето място (3): 1974, 1985, 2006

- Купа на Норвегия:
  -  Носител (4): 1980, 1997, 2002, 2008
  -  Финалист (2): 1983, 1985

- Суперкупа на Норвегия
  -  Финалист (1): 2009

- Шампионат на Осло:
  -  Шампион (4): 1927, 1932, 1933, 1934

- 1 дивизия: (2 ниво)
  -  Шампион (1): 2001

## Международни
- Купа Ла Манга:
  -  Носител (1): 2007

## Европейски турнири
Участвал е в турнирите за Шампионската лига и купата на УЕФА.

## Известни играчи
- Мохамед Абделауи
- Стефен Ивешен
- Джон Карю
- Туре Андре Флу